# Eletrofone
Eletrofone é um instrumento musical que utiliza a corrente elétrica.

## História
A  classificação "eletrofones" começou a surgir nas primeiras décadas do século XX para albergar as primeiras experiências com instrumentos elétricos (por exemplo, o teremim). A partir dessa altura, foi-se integrando nesta classe qualquer instrumento onde interviesse a energia elétrica.
A primeira edição do sistema de classificação Hornborstel–Sachs em 1914 não contemplava essa classe. Mas a revisão de 1940 do mesmo sistema já inclui esta classe, com numerações que começam pelo algarismo "5". Esta nova classe já é universalmente aceite e mereceu o seu lugar por direito próprio, sobretudo devido à crescente importância (e crescente uso) dos novos instrumentos eletrónicos. Sachs subdividiu esta quinta classe em três subclasses:
- numerações que começam por 5.1 — instrumentos acústicos accionados por eletricidade;
- numerações que começam por 5.2 — instrumentos acústicos amplificados eletricamente;
- numerações que começam por 5.3 — instrumentos cujo som é produzido primariamente por osciladores controlados por tensão elétrica;

No entanto, a subclassificação dos eletrofones não reúne consenso. Alguns etnomusicólogos (como Margaret Kartomi ou Terry Elingson) sugerem que, mantendo o espírito original das classificações Mahillon/Hornborstel–Sachs, apenas a subclassificação 53 devia ser considerada como eletrofones. A tendência actual é de classificar os instrumentos eletroacústicos conforme o modo de produção de som, portanto, conforme cada caso, em cordofones, membranofones ou idiofones. Mesmo assim, ainda existem organólogos que integram os instrumentos eletroacústicos nesta classe.
Note-se que a classificação dos eletrofones não se integra na classificação tradicional dos instrumentos que separa os mesmos em cordas, madeiras, metais, percussão e teclas. A classificação dos eletrofones só faz sentido nas classificações científicas que separam os instrumentos conforme o modo de produção de som, isto é, idiofones, membranofones, cordofones, aerofones.

## Sub-classificação
Conforme foi dito anteriormente, para quem trata de organologia a classificação não é consensual. Pode-se no entanto classificar os eletrofones do seguinte modo

### Instrumentos elétricos
São instrumentos musicais que contêm um mecanismo móvel, e dispositivos que transformam essa energia móvel para energia acústica.

#### Instrumentos eletroacústicos
São instrumentos cujo som é produzido de um modo acústico, e posteriormente o som é captado através de fonocaptadores para ser amplificado. Para explicar de um modo mais simples, num instrumento eletroacústico ainda podemos ouvir o som, porque ele é produzido da mesma maneira que nos instrumentos acústicos, mas como a intensidade sonora é baixa esse som é amplificado eletricamente.
Alguns autores não consideram estes instrumentos como sendo eletrofones porque o som é produzido acusticamente.

Esquema mostrando o funcionamento de captadores de pressão.

##### Instrumentos eletroestáticos
Quando a captação do som é feita através de fonocaptadores de pressão (piezo pick-ups). Como exemplo existem cordofones eletroestáticos (várias guitarras eletroacústicas, violinos elétricos, o modelo CP-70 de piano elétrico da Yamaha, etc.) e idiofones eletroestáticos (os pianos elétricos Wurlitzer, os órgãos elétricos Radareed).

Esquema mostrando o funcionamento de captadores magnéticos.

Mecanismo de funcionamento de discos eletromagnéticos.

##### Instrumentos eletromagnéticos
Quando a captação do som é feita através de fonocaptadores magnéticos (magnetic pick-ups). Como exemplo existem cordofones eletromagnéticos (a maior parte das guitarras elétricas, violinos elétricos, o Neo-Bechstein eletric Piano, etc.) e idiofones eletromagnéticos (os pianos elétricos Rhodes, os órgãos elétricos Farfisa).

##### Instrumentos foto-elétricos
Quando a captação do som é feita através de fonocaptadores sensíveis à luz.

#### Instrumentos eletromecânicos
São instrumentos cujo som é produzido de um modo mecânico, e posteriormente a energia mecânica é captada através de fonocaptadores para ser transformada em energia acústica. Para explicar de um modo mais simples, num instrumento eletromecânico existe uma parte móvel mas que não produz som. O movimento dessa parte móvel é captado, e depois transformado em som. Como exemplo temos os órgãos eletromecânicos
Alguns autores não consideram estes instrumentos como sendo eletrofones porque o som não é produzido eletronicamente. Outros consideram-nos de facto como eletrofones porque o som não é produzido acusticamente, apesar de ser produzido mecanicamente.

##### Instrumentos eletroestáticos
Quando a captação do som é feita através de fonocaptadores de pressão (piezo pick-ups). Como exemplo existem os órgãos eletrone.

##### Instrumentos eletromagnéticos
Quando a captação do som é feita através de fonocaptadores magnéticos (magnetic pick-ups). Como exemplo existem os órgãos Hammond.

##### Instrumentos fotoelétricos
Quando a captação do som é feita através de fonocaptadores sensíveis à luz.

### Instrumentos eletrónicos
São instrumentos musicais que não contêm nenhum mecanismo móvel produtor de som. O som é gerado apenas por processos eletrónicos.
Nesta categoria, todos os autores estão de acordo que se tratam de eletrofones.

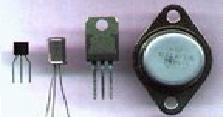
Um conjunto de transístores.

#### Instrumentos analógicos
Quando o som é produzido apenas pela variação de uma tensão elétrica. Como exemplo existe o teremim, as ondas Martenot, e os primeiros modelos de sintetizadores. Note-se que nesta categoria também estão incluídos os sintetizadores que produzem o som analogicamente, mas cujo controle é totalmente digital (síntese aditiva, síntese FM, síntese PD).

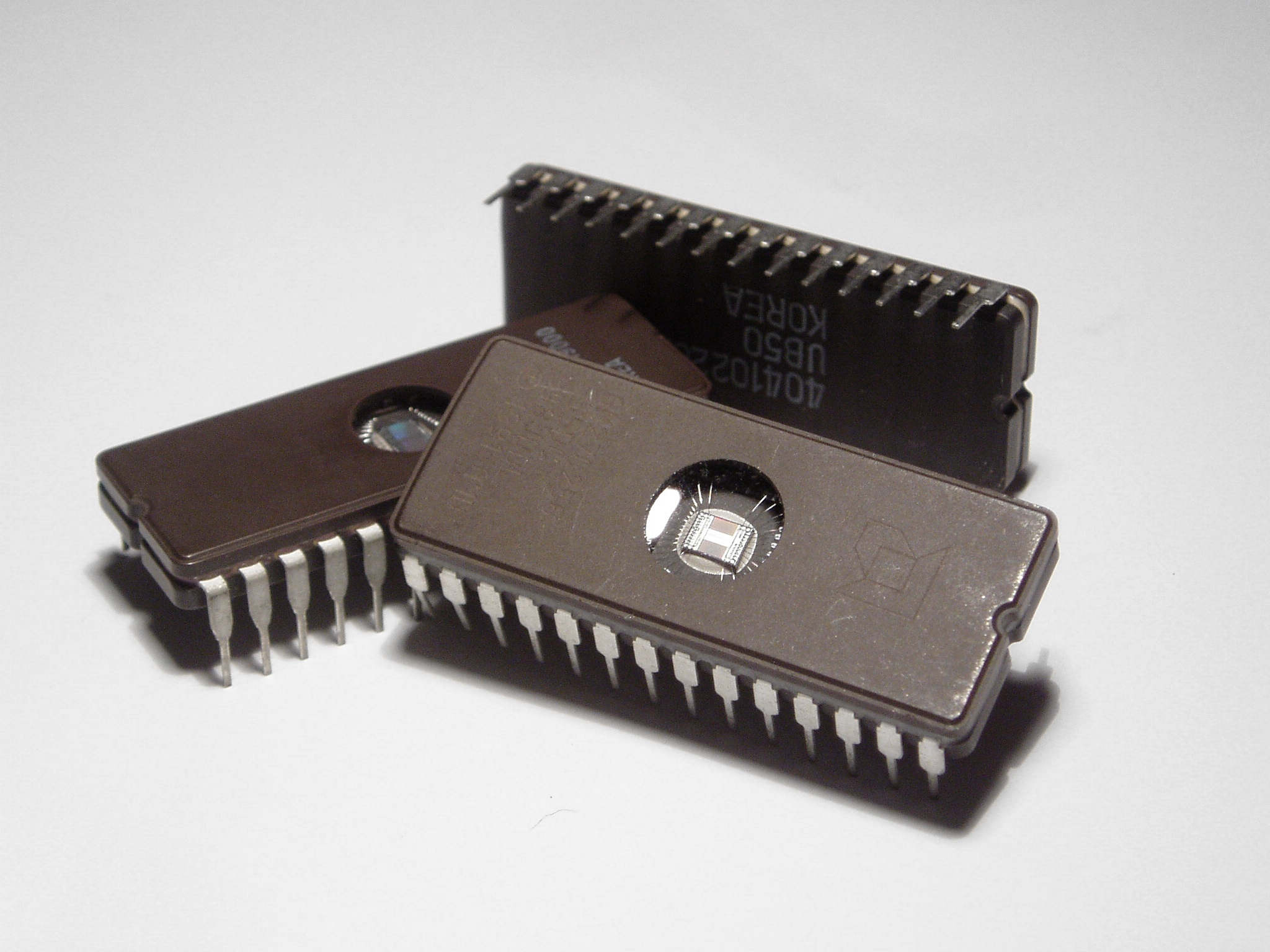
Um conjunto de microchips.

#### Instrumentos digitais
Quando o som é produzido através de dados guardados numa memória digital. Como exemplo são a maioria dos sintetizadores actuais, assim como instrumentos relacionados como os pianos eletrónicos, os órgãos eletrónicos, os samplers, as caixas de ritmos, etc.

## Eletrificação
Eletrificar um instrumento é o processo pelo qual se adapta um instrumento acústico para que o seu som possa ser amplificado eletricamente. Geralmente é feito dotando o instrumento acústico de fonocaptadores. Portanto, é um processo que só é aplicável a instrumentos acústicos, instrumentos eletromecânicos e instrumentos eletrónicos não são instrumentos eletrificados.